# بخش نوور
بخش نوور (به فرانسوی: Arrondissement de Nevers) یک بخش در فرانسه است که در نی‌یور واقع شده‌است.